# إدي أندرسون
إدي أندرسون (بالإنجليزية: Eddie Anderson)‏ (26 أبريل 1949 بغلاسكو في المملكة المتحدة - ) هو لاعب كرة قدم بريطاني في مركز الظهير. لعب مع نادي كلايد.